# Never Dies
Never Dies – czwarty album studyjny holenderskiego duetu Yellow Claw, wydany 31 stycznia 2020 roku.

## Lista utworów
1. "Try So Hard" (feat. STORi) - 3:09
2. "Amsterdamned" - 3:02
3. "Let's Get Married" (feat. Offset & Era Istrefi) - 3:53
4. "Reckless" (feat. Fatman Scoop) - 2:11
5. "Here to Stay" (oraz Gammer feat. Nanami) - 3:03
6. "Lie to Me" (feat. Tinashe & Runtown) - 2:46
7. "Baila Conmigo" (feat. Saweetie, Inna & Jenn Morel) - 2:35
8. "El Terror" (feat. Jon Z & Lil Toe) - 2:41
9. "The Way We Bleed" (feat. Nikki Vianna) - 2:49
10. "Get Up" (feat. Kiddo) - 2:46
11. "Forgetting to Remember" (oraz Crisis Era feat. Kimberly Fransens) - 3:01